# Paleis der Celestijnen

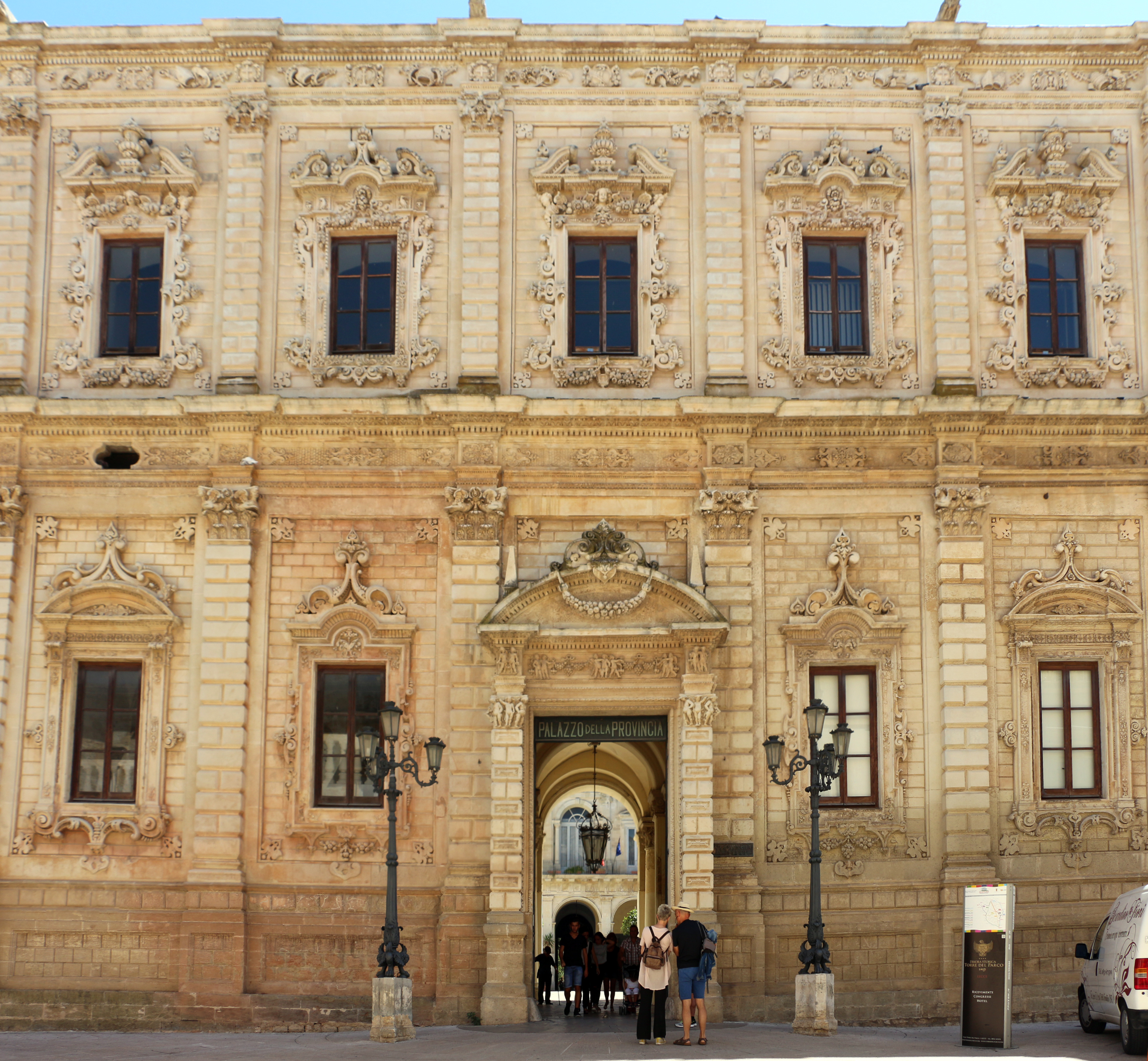
Ingang van het paleis der Celestijnen in Lecce, Italië

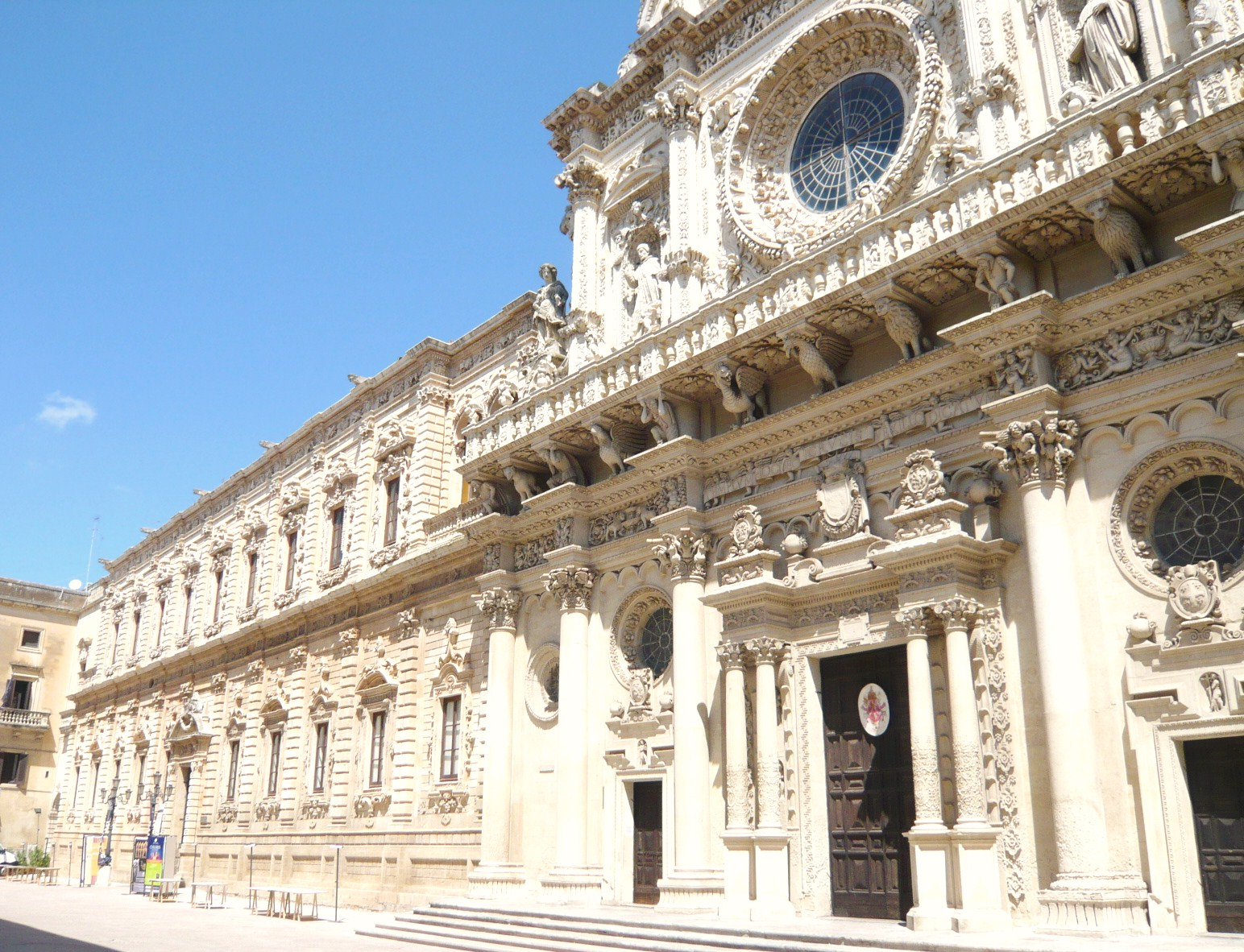
Basiliek van Santa Croce rechts naast het kloosterpaleis

Het Paleis der Celestijnen (17e eeuw) is gelegen in Lecce, een provinciehoofdstad in de regio Apulië van Zuid-Italië. Het barokke kloostergebouw bevindt zich aan de Piazza Santa Croce. Het was het klooster van de Orde van de Celestijnen vanaf het eind van de 16e eeuw tot 1807. 
Sinds de eenmaking van Italië is het paleis de zetel van het provinciebestuur van Lecce en van de prefectuur van Lecce. De naam is dan ook Palazzo della Provincia.

## Historiek
De celestijnen woonden in Lecce al vanaf de 14e eeuw. Hun klooster stond eerst elders in de stad. Wouter VI van Brienne, kruisvaarder en hertog van Athene, lag aan de oorsprong van de celestijnen in Lecce. De orde was aanvankelijk bekend om haar leven in soberheid en armoede. Daarom waren ze afgescheurd van de benedictijnen.
In de 16e eeuw beval keizer Karel V, keizer van het Heilige Roomse Rijk en ook koning van Napels, tot de afbraak van het Celestijnenklooster. Het klooster moest wijken voor de bouw van vestingwerken rond Lecce. De celestijnen verhuisden naar de Joodse wijk. De bouwwerken startten pas echt vanaf de jaren 1600. Voor de synagoge bouwden zij een barokke kloosterpaleis, met annex de barokke basiliek Sante Croce. Meerdere architecten uit Lecce verzorgden de bouwplannen van het kloostercomplex. De bouwwerken bestreken de hele 17e eeuw. De versieringen rond de vensters zijn rijkelijk; boven de ingangspoort zijn engelen en vruchten afgebeeld. In het verlengde van de voorgevel staat de basiliek ingeplant. De stijl van het paleis en nog meer deze van de basiliek Santa Croce zijn typisch voor wat bekend staat als de Lecce-variant van de barokstijl. Hiermee wordt de frivole gevelversiering bedoeld.
Koning Jozef Bonaparte van Napels, broer van de Franse keizer, schafte het klooster af en gebruikte het paleis voor de Franse administratie in Lecce. Het bleef nadien een overheidsgebouw in het koninkrijk der Beide Siciliën, alsook na de eenmaking van Italië. 